# Dobrányi Géza
Dobrányi Géza (Eger, 1921. március 1. – Budapest, 1990. augusztus 3.) magyar vegyészmérnök, fotokémikus, fotós.

## Életpályája
Édesapja Eger város főbírája volt, akinek három fia közül Géza volt a legidősebb. Öccsei közül Zoltán tanár, László mérnök lett. Dobrányi Géza már fiatalon is fényképezéssel foglalkozott. 1937-ben nyerte el a Magyar Cserkészszövetség pályadíját a cserkészéletet bemutató felvételeivel. 1939-ben sikeres érettségi vizsgát tett a cisztercita rend által vezetett egri főgimnáziumban, majd ezután a József Nádor Műegyetemre iratkozott be, ahol 1943-ban szerezte meg diplomáját. Működését Zemplén Géza műegyetemi tanszékén kezdte meg. 1943–1951 között a Chinoin Gyógyszervegyészeti Gyár kutatómérnökeként dolgozott, ezt követően a cég üzemvezető-helyettese volt. 1951-ben a Magyar Filmlaboratórium Vállalat Gyarmat utcai kísérleti laboratóriuma vezetésével bízták meg, ekkor kezdett el foglalkozni a fotokémiával. Később kinevezték a Magyar Filmlaboratórium Vállalat igazgatójának, vezetése során a cég a nyugat-európai filmlaborok mellé is felzárkózott, vetélytársa lett többek között a müncheni Bavaria, a londoni Rank, a párizsi Eclair és a Párizs melletti Kodak laboratóriumnak.
Munkája során figyelemmel kísérte a fototechnika és fotóművészet fejlődését is. A színesfilm-kidolgozás ellenőrzött, biztonságos feltételeinek kialakításában, valamint elterjesztésében kiemelkedő szerepet játszott. Az 1960-as és 1970-es években megtartott előadásai során egy fotós nemzedék számára érthetővé tette a fotokémiai folyamatokat és azok összefüggéseit. 1956. július 18-án Magyar Fotóművészek Szövetségének egyik alapító tagként volt jelen a Fészek Klubban, a Nemzetközi Filmtechnikai Szövetség (UNIATEC) elnökségének örökös tagjává választották. Szakmai tevékenységén felül a Színház- és Filmművészeti Főiskola operatőr szakán és a Mérnöki Továbbképző Intézetben is tanított. Előadásait közölte cikkek és jegyzetek formájában. Több alkalommal is megkérték, hogy doktori disszertációját megírja és megszerezze a tudományos fokozatot, azonban ezt nem tartotta fontosnak. Számos tudományos és alkalmazott fotográfiai konferenciát is szervezett.

## Díjai, elismerései
- 1950: Magyar Népköztársaság Érdemérem ezüst fokozata
- 1951: Magyar Népköztársaság Érdemérem arany fokozata
- 1954: Szocialista Munka Érdemérem
- 1966: Állami Díj III. fokozata
- 1969: A Külkereskedelem Kiváló Dolgozója
- 1970: Optikai és Kinotechnikai Egyesület Petzval-díja
- 1971: Szocialista Kultúráért kitüntetés
- 1981: Munka Érdemrend arany fokozata

## Munkái
- Dobrányi Géza: A filmkidolgozás kémiája. Budapest, 1954. Felsőoktatási jegyzet
- Dobrányi Géza – ifj. Tildy Zoltán: Természetfényképezés. Budapest, 1964. Gondolat kiadó